# Wase (Nigeria)
Wase è una città della Repubblica Federale della Nigeria appartenente allo Stato di Plateau. È capoluogo dell'omonima area a governo locale (local government area) che conta una popolazione di 161.714 abitanti.
Nei pressi della città si trova la Wase Rock,una massiccia formazione rocciosa isolata, cioè un monadnock o inselberg, a forma di duomo geologico.
La roccia si innalza in modo isolato nella pianura di Wase, elevandosi di 176 m rispetto al terreno circostante e di 426 m rispetto al livello del mare.